# NGC 6041
NGC 6041 est une vaste et lointaine galaxie lenticulaire située dans la constellation d'Hercule. Sa vitesse par rapport au fond diffus cosmologique est de 10 566 ± 28 km/s, ce qui correspond à une distance de Hubble de 155,8 ± 10,9 Mpc (∼508 millions d'al). NGC 6041 a été découverte par l'astronome français Édouard Stephan en 1870.
Les galaxies NGC 6041 et NGC 6042 ont été utilisées par Gérard de Vaucouleurs comme une paire de galaxies de type morphologique E+2 (gE) + E+1 (gE) dans son atlas des galaxies,.
À ce jour, deux mesures non basées sur le décalage vers le rouge (redshift) donnent une distance de 124,500 ± 7,778 Mpc (∼406 millions d'al), ce qui est nettement à l'extérieur des valeurs de la distance de Hubble. Notons que c'est avec la valeur moyenne des mesures indépendantes, lorsqu'elles existent, que la base de données NASA/IPAC calcule le diamètre d'une galaxie et qu'en conséquence le diamètre de NGC 6041 pourrait être d'environ 59,8 kpc (∼195 000 al) si on utilisait la distance de Hubble pour le calculer.
NGC 6041A (NGC 6041) et NGC 6041B (PGC 56960) font partie du superamas d'Hercule. Steinicke utilise la désignation DRCG 34-... pour plusieurs galaxies du superamas d'Hercule. Cette désignation indique que ces galaxies figurent au catalogue des amas galactiques d'Alan Dressler. Le nombre 34 correspond au 34e amas du catalogue, soit Abell 2151, et les chiffres suivant 34 et le tiret indiquent le rang de la galaxie dans la liste.
Pour NGC 6041 (NGC 6040A), la base de données NASA/IPAC utilisent les désignations suivantes : 
- ABELL 2151:[D80] 064  pour le catalogue de Dressler ;
- ABELL 2151:[BO85] 001 pour le l'article de Butcher et Oemler[10] ;
- ABELL 2151:[CBW93] A pour l'article de Colless, Burstein et Wegner[11] ;
- ABELL 2151:[MGT95] 054 pour l'article Maccagni, Garilli et Tarenghi[12] ;
- ABELL 2151:[PL95] BCG pour l'article de Postman et Lauer[13] ;
- ABELL 2151a:[CAE99] pour l'article de Crawford, Allen et Ebeling[14] ;
- ABELL 2151:[FBD2002] g03 pour l'article de Fasano, Bettoni et D'Onofrio[15].